# أولاد نوفمبر
أولاد نوفمبر هو فيلم جزائري الذي أخرجه المخرج الجزائري موسى حداد وعرض لأول مرة في السنيما عام 1975.
تم اكتمال تصوير هذا الفيلم في عام 1976، وهو يصور فترة حرب التحرير الوطنية.يجب على مراد بن صافي (قام بدوره حمدي عبد القادر) هذا بائع الجرائد ليعيل أسرته، مع أب مريض وأم غلبانة، ليتحول في ومضة قصيرة من فتى مغمور إلى المطلوب رقم واحد للشرطة السرية الفرنسية، ليطلب منه أحد الثوار عمي العربي بايصال رسالة إلى أحد المجاهدين فتنتبه له الشرطة وتلاحقه.